# Leptogaster patula
Leptogaster patula là một loài ruồi trong họ Asilidae. Leptogaster patula được Martin miêu tả năm 1957. Loài này phân bố ở vùng Tân Bắc giới.